# Helena van Constantinopel
Flavia Julia Helena (Augusta), Helena van Constantinopel of Sint-Helena (circa 248 – circa 329) was de moeder van de Romeinse keizer Constantijn de Grote. Aan haar wordt de ontdekking van diverse voor het christendom belangrijke relikwieën toegeschreven, zoals het kruis waaraan Jezus stierf. Ze wordt binnen het oosters-orthodoxe en rooms-katholieke christendom vereerd als heilige.

## Levensloop en legende
Helena werd waarschijnlijk in de niet meer bestaande stad Drepanum geboren, in de landstreek Bithynië (tegenwoordig in Turkije). Haar zoon Constantijn veranderde de naam van de stad later in Helenopolis. Er zijn ook bronnen waaruit zou blijken dat Helena is geboren in Škrip op het eiland Brač (thans in Kroatië) in de Adriatische zee. Ze stamde uit een lage sociale klasse. Volgens sommigen was ze de dochter van een herbergier.

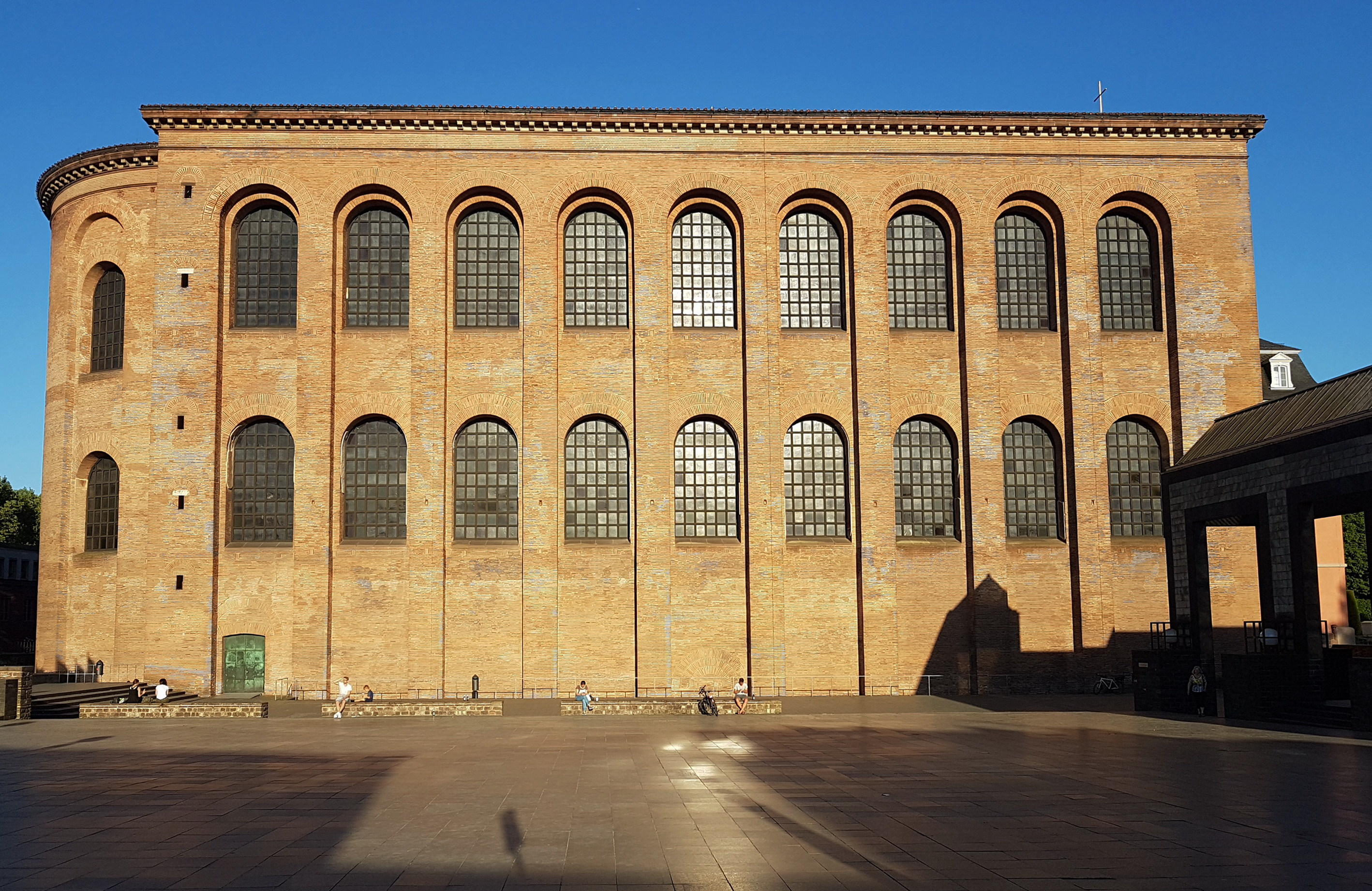
De Basilica van Constantijn in Trier, onderdeel van het paleis van Helena en haar zoon Constantijn

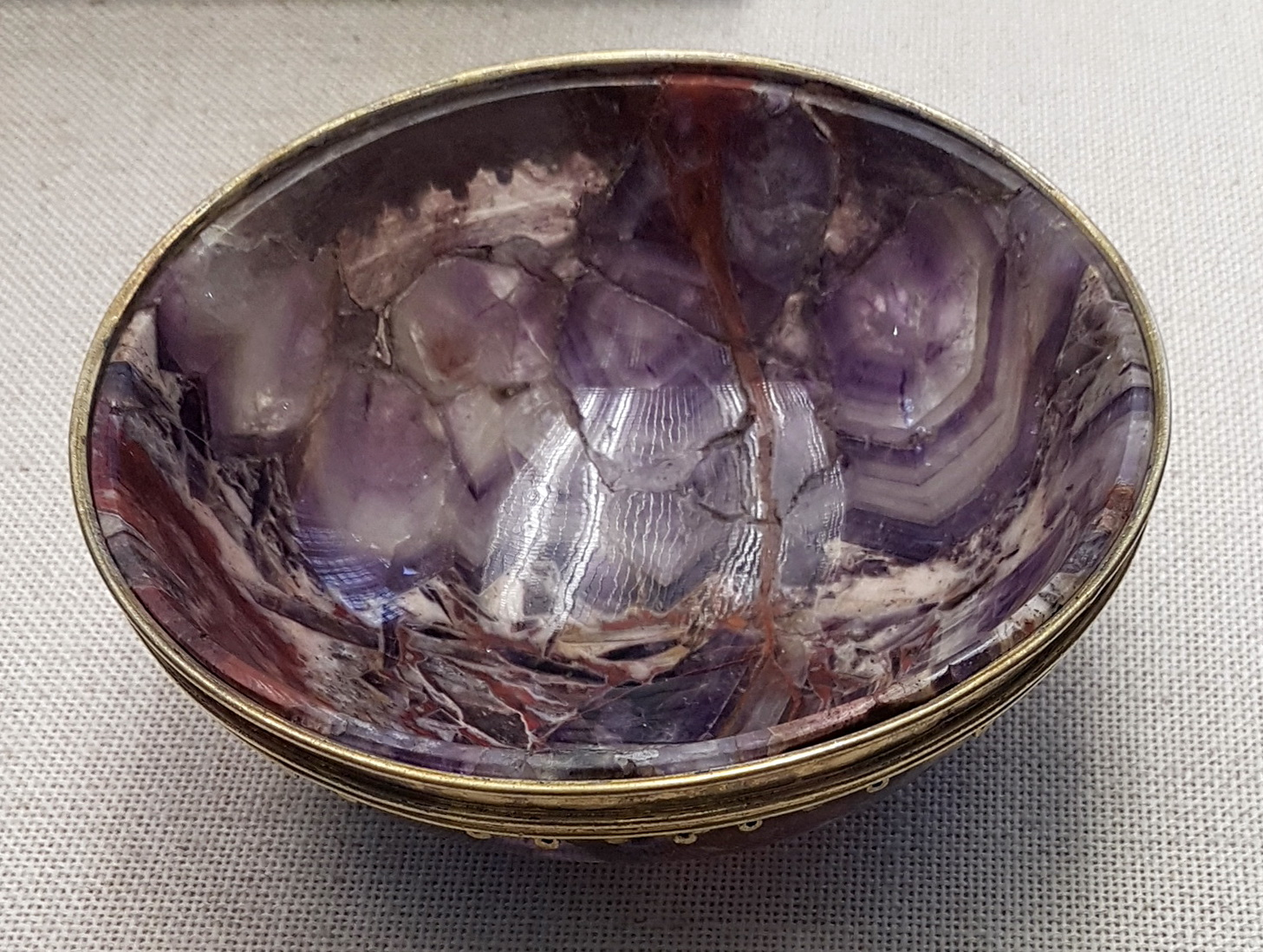
Zogenaamde drinknap van Helena in de kerkschat van de Dom van Trier

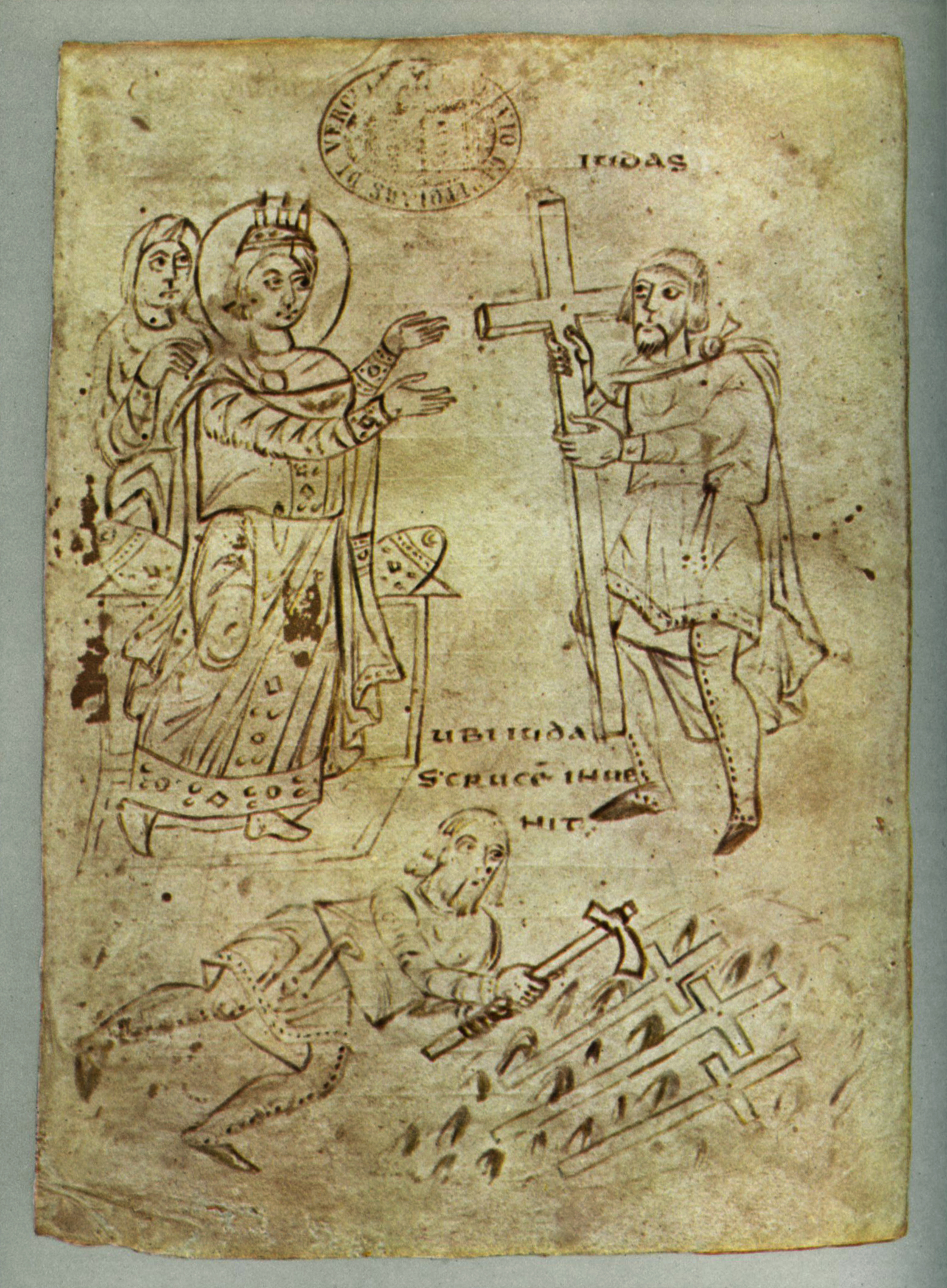
Helena vindt het heilige kruis

Helena maakte kennis met de Romeinse militair Constantius Chlorus en baarde een zoon, Constantijn, die door Constantius ook als zijn zoon werd beschouwd. Na de echtscheiding trouwde Constantius vervolgens met de stiefdochter van keizer Maximianus en werd later zelf keizer. Na zijn dood in 306 volgde zoon Constantijn hem op en werd Helena, als moeder van de keizer, een belangrijke figuur aan het keizerlijk hof, dat zich toen in Trier (Augusta Treverorum) bevond. In het jaar 324 kreeg ze van keizer Constantijn de eretitel 'Augusta'.

### Ontdekkingsreis
Helena bekeerde zich tot het christendom, haar zoon niet; zijn houding was pragmatisch. Omstreeks het jaar 325 ondernam ze een ontdekkingsreis door het oosten van het Romeinse Rijk. Volgens de beschrijving die kerkvader Eusebius van Caesarea en Bisschop Ambrosius van Milaan van haar ontdekkingsexpeditie door Palestina geeft in zijn Vita Constantini, hield ze zich bezig met bidden, het uitreiken van aalmoezen, het bezoeken van heilige plaatsen en het stichten van kerken. Verder had ze zich voorgenomen het ware graf van Jezus te vinden, wat haar zou zijn gelukt.
Volgens de overlevering wist Helena tevens het Heilig kruis, het kruis waaraan Jezus stierf, op te sporen. De vindplaats van het Heilige Kruis werd haar in een droom aangewezen, waarna ze het Heilig Kruis terugvond. Dit kruis kreeg aanvankelijk - nog steeds volgens de overlevering - een plaats in de Heilige Grafkerk. Van twee van de bijbehorende spijkers liet zij een bit voor het oorlogspaard van haar zoon Constantijn maken, en met de overige spijkers verstevigde zij diens helm. 
Ze zou ook de Heilige Trap naar Rome hebben laten overbrengen. Deze trap zou deel uitgemaakt hebben van het pretorium van Pontius Pilatus in Jeruzalem. Jezus zou er dus bij zijn passie overheen gelopen hebben.
Ook nam ze de stoffelijke resten van de Drie Koningen mee terug naar Constantinopel, waarna deze in 344 aan de stad Milaan werden geschonken. Delen van de Vita Constantini stemmen overeen met historische feiten, het grootste deel van Eusebius' relaas is echter geschreven en bedoeld als stichtend verhaal voor een christelijk publiek.
Volgens de Gesta Treverorum zou Helena de zogenaamde Heilige Tuniek, het uit één stuk geweven kleed van Jezus, naar Trier hebben overgebracht. Ze bewoonde daar samen met haar zoon en zijn familie een paleis, waarvan de troonzaal, de Basilica van Constantijn, nog bestaat. De Heilige Tuniek bevindt zich nog steeds in een aparte kapel van de Dom van Trier, waarvan een deels bewaard gebleven voorloper eveneens door Constantijn gebouwd werd.
Kort na haar terugkeer uit het Heilige Land stierf Helena.
Dankzij de verslagen van Eusebius verleende de Kerk haar de status van heilige. Haar naamdag valt op 18 augustus in de Rooms-Katholieke Kerk, op 19 en 21 mei in de Lutherse Kerk en op 21 mei in de Orthodoxe Kerk.

## Nalatenschap

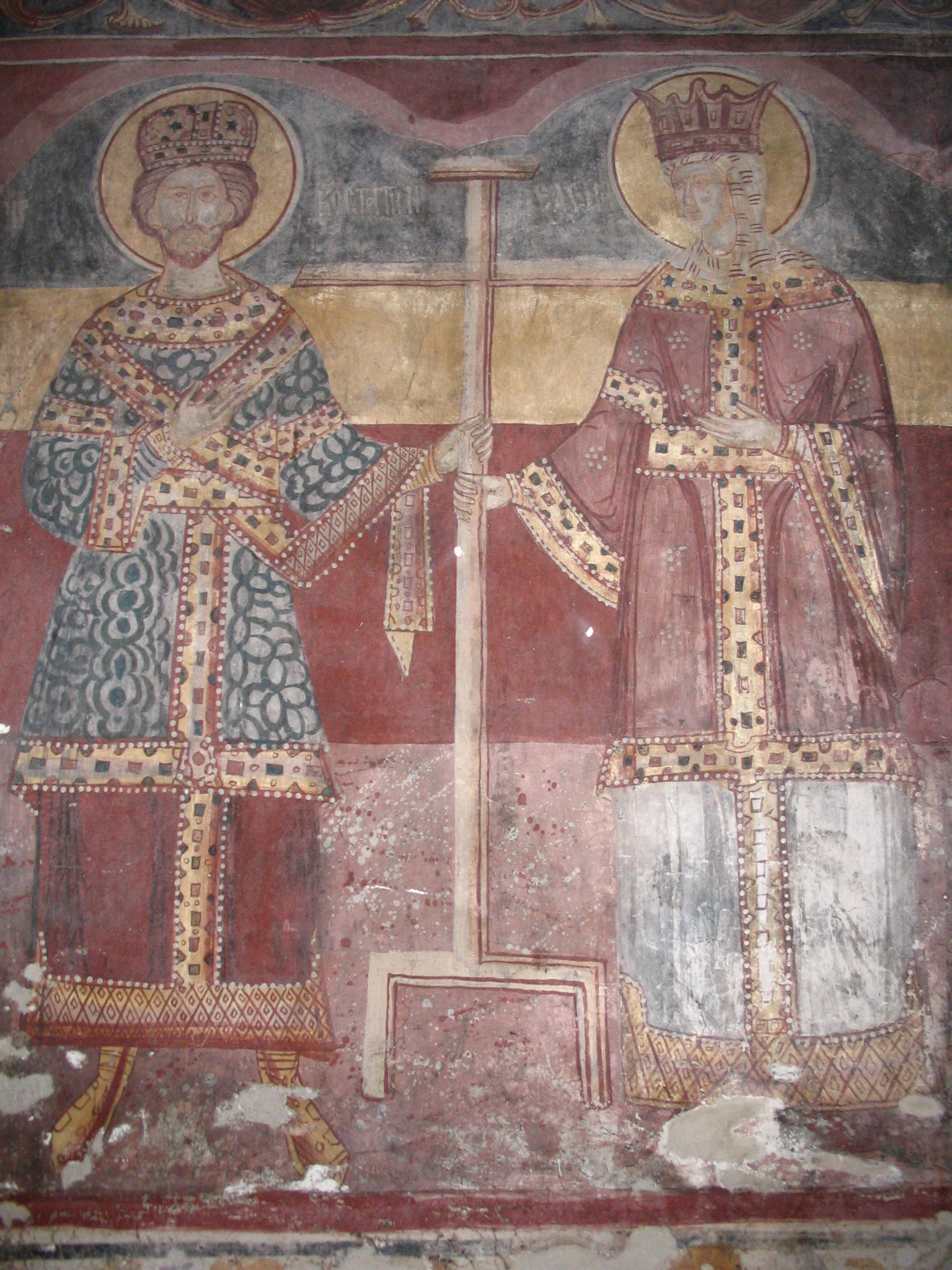
Fresco van Constantijn en Helena in een Servisch klooster

Van de heilige Helena zijn diverse relieken in omloop. Haar as zou te vinden zijn in de basiliek Santa Maria in Aracoeli, oude naam: Santa Maria de Capitolo, in Rome; haar drinknap in de Dom van Trier. In diezelfde kerk wordt een van de spijkers van het kruis van Jezus bewaard, door Helena meegebracht uit het Heilige Land. Van het Heilig Kruis zelf, dat door haar gevonden zou zijn, zijn ontelbare stukken en stukjes bewaard gebleven in kerken en kloosters verspreid over de hele wereld.
Helena is in de christelijke kunst vele malen uitgebeeld, meestal met kruis, zowel op tekeningen, schilderijen, frescos, iconen, gebrandschilderde ramen, beelden en reliëfs. Het bekendste is wellicht haar marmeren standbeeld in de Sint-Pietersbasiliek in Rome. Op byzantijnse iconen en frescos staat ze gewoonlijk samen met haar zoon keizer Constantijn afgebeeld.
Sint Helena is de patroonheilige van het dorp Aalten, gelegen in het oosten van Gelderland. Voor zover bekend staan hier ook de enige Sint-Helenakerken van Nederland, de Oude en Nieuwe Helenakerk. In Houyet, in de provincie Namen, bevindt zich de enige Sint-Helenakerk van België. Sint-Helena is ook de patroonheilige van de nieuwe (2018) pastorale eenheid Sint-Helena Bilzen in het bisdom Hasselt.
Het eiland Sint-Helena in de Atlantische Oceaan werd naar haar genoemd door de Spanjaard Goao da Nova, omdat hij het eiland ontdekte op 21 mei, de vroegere feestdag van Sint-Helena in de rooms-katholieke kalender. Dit is de vooravond van de sterfdag van haar zoon Constantijn (22 mei). In de Oosters-Orthodoxe kerk wordt ze nog altijd herdacht op 21 mei. In de Rooms-Katholieke kerk valt haar feestdag tegenwoordig op 18 augustus.